# Pradawne i pierwotne lasy bukowe Karpat i innych regionów Europy
Pradawne i pierwotne lasy bukowe Karpat i innych regionów Europy – obiekt przyrodniczy z listy światowego dziedzictwa UNESCO, obejmujący zespół względnie nienaruszonych europejskich lasów bukowych strefy umiarkowanej.
Jest to seryjny ponadnarodowy obiekt, obecnie położony na terenie 18 państw: Albanii, Austrii, Belgii, Bośni i Hercegowiny, Bułgarii, Chorwacji, Czech, Francji, Hiszpanii, Macedonii Północnej, Niemiec, Polski, Rumunii, Słowacji, Słowenii, Szwajcarii, Ukrainy i Włoch. Obejmuje 93 części składowe (obszary), w tym 4 na terenie Bieszczadzkiego Parku Narodowego w Polsce.
Po raz pierwszy został wpisany na listę światowego dziedzictwa w 2007 roku, pod nazwą „Pierwotne karpackie lasy bukowe”. Potem był powiększany, zmieniano też jego nazwy.

## Lasy bukowe
W lasach bukowych dominuje buk zwyczajny (Fagus sylvatica), gatunek endemiczny dla Europy i lasy bukowe występują wyłącznie na tym kontynencie.
Podczas każdego zlodowacenia (epoki lodowcowej) w ciągu ostatniego 1 miliona lat buk przetrwał niekorzystne warunki w refugiach (ostojach) w południowej Europie. Po ostatnim, około 11 tysięcy lat temu, rozpoczął rekolonizację kontynentu z refugiów w Alpach, Karpatach, strefie śródziemnomorskiej i Pirenejach, co wciąż trwa. Podczas tego procesu w różnych środowiskach utworzył różne typy zbiorowisk roślinnych.
W klimacie umiarkowanym w Europie Środkowej buk jest głównym gatunkiem drzewa w stadium klimaksu, czyli równowagi biocenozy. Lasy bukowe powinny być więc tutaj dominującymi lasami klimaksowymi. Działalność człowieka doprowadziła jednak do drastycznej redukcji powierzchni lasów bukowych w ogólności, a pierwotnych i starodrzewi w szczególności. Pierwotne lasy bukowe stanowią tylko 0,7% powierzchni lasów w 32 analizowanych państwach, naturalne 2,8% (tutaj podają, że nie licząc Rosji). 89% wspomnianych lasów pierwotnych jest pod ochroną, ale tylko 46% pod ścisłą.
Lasy bukowe znacząco zwiększają bioróżnorodność w Europie i dzięki temu należą do najbardziej wartościowych ekosystemów leśnych. Występuje w nich na przykład do 10 tysięcy gatunków zwierząt. Buki preferują klimat wilgotny i dlatego są najliczniejszymi drzewami liściastymi w Europie Środkowej oraz górach Europy Południowej.

## Obiekt światowego dziedzictwa
Obiekt przyrodniczy „Pradawne i pierwotne lasy bukowe Karpat i innych regionów Europy” obejmuje zespół względnie nienaruszonych europejskich lasów bukowych strefy umiarkowanej.
W dokumentach dotyczących tego obiektu światowego dziedzictwa przyjęto, że las pierwotny (czyli dziewiczy) to rodzaj lasu naturalnego. Oparto się tutaj na definicjach z Protokołu o zrównoważonej gospodarce leśnej do ramowej konwencji o ochronie i zrównoważonym rozwoju Karpat Konwencji Karpackiej. W tychże dokumentach termin las naturalny obejmuje również pojęcia las pradawny i starodrzew.
Lasy bukowe omawianego obiektu mają charakter bliski naturalnego, a nawet naturalny. Jego części składowe wpisane w latach 2017 i 2021 to lasy pierwotne (dziewicze) na większości lub znacznej części obszaru, starodrzewy lub starodrzewy z większymi lub mniejszymi fragmentami lasu pierwotnego. Również wysoko oceniono stan naturalności lasów wpisanych wcześniej.
Część lasów bukowych tego obiektu to położone w południowej i południowo-wschodniej Europie plejstoceńskie refugia (ostoje), w których buk przetrwał ostatnie zlodowacenie.
W lasach omawianego obiektu występują często gatunki endemiczne i reliktowe. Lasy te stanowią bezcenną populację starych drzew oraz genetyczny rezerwuar buka i wielu innych gatunków.
Reprezentowanie „wyjątkowej powszechnej wartości” (OUV) omawianego obiektu wymagane do wpisania na listę światowego dziedzictwa UNESCO jest związane z ekspansją polodowcową i kontynentalną lasów bukowych, czyli na spełnianiu kryterium IX:
- przedstawiać szczególny przykład toczących się procesów ekologicznych i biologicznych, istotnych dla ewolucji i rozwoju lądowych, słodkowodnych, przybrzeżnych i morskich ekosystemów lub społeczności roślin i zwierząt.[2][7][8]

Obiekt ten jest bowiem niezbędny dla zrozumienia historii i ewolucji rodzaju Fagus, co ze względu na jego szeroką dystrybucję i znaczenie ekologiczne jest istotne globalnie.

## Historia wpisu na listę
Pierwszą próbę nominacji europejskich lasów bukowych podjęła już w 2003 roku Słowacja. Wycofała się jednak z tego zgodnie z rekomendacją IUCN, sugerującą wspólną nominację z Ukrainą. Nominacja nie była więc rozpatrywana podczas 28. sesji Komitetu Światowego Dziedzictwa w 2004 roku.
Po raz pierwszy obiekt został wpisany na listę światowego dziedzictwa UNESCO podczas 31. sesji w 2007 roku, pod nazwą „Pierwotne karpackie lasy bukowe”.
Na 35. sesji w 2011 roku dodano lasy w Niemczech, a obiekt przemianowano na „Pierwotne karpackie lasy bukowe i pradawne lasy bukowe w Niemczech”. Na 41. sesji w 2017 roku dokonano kolejnego rozszerzenia wpisu i obiektowi nadano obecną nazwę, tzn. „Pradawne i pierwotne lasy bukowe Karpat i innych regionów Europy”. Podczas 44. sesji w 2021 roku ponownie rozszerzono wpis.
| Sesja UNESCO WHC | Sesja UNESCO WHC | Sesja UNESCO WHC | Obiekt światowego dziedzictwa – zmiany | Obiekt światowego dziedzictwa – zmiany | Obiekt światowego dziedzictwa – zmiany                             | Przypisy          |
| Nr               | Rok              | Miejsce          | Państwa                                | Cz. skład.                             | Nazwa                                                              | Przypisy          |
| ---------------- | ---------------- | ---------------- | -------------------------------------- | -------------------------------------- | ------------------------------------------------------------------ | ----------------- |
| 31               | 2007             | Christchurch     | 2                                      | 10                                     | Pierwotne karpackie lasy bukowe                                    | [ 12 ] [ 4 ]      |
| 35               | 2011             | Paryż            | 3                                      | 15                                     | Pierwotne karpackie lasy bukowe i pradawne lasy bukowe w Niemczech | [ 13 ] [ 4 ]      |
| 41               | 2017             | Kraków           | 12                                     | 78                                     | Pradawne i pierwotne lasy bukowe Karpat i innych regionów Europy   | [ 14 ] [ 4 ]      |
| 44               | 2021             | Fuzhou           | 18                                     | 94                                     | Pradawne i pierwotne lasy bukowe Karpat i innych regionów Europy   | [ 3 ] [ 5 ] [ 4 ] |
| 45               | 2023             | Rijad            | 18                                     | 93                                     | Pradawne i pierwotne lasy bukowe Karpat i innych regionów Europy   | [ 5 ] [ 6 ]       |

## Polska
Zgodnie z pierwotnym zamierzeniem na 41. sesji Komitetu Światowego Dziedzictwa w lipcu 2017 roku nowy wpis miał obejmować także lasy bukowe w Polsce na terenie Bieszczadzkiego Parku Narodowego. W maju 2017 roku Polska wycofała jednak taki wniosek po konsultacjach społecznych w gminach Cisna i Lutowiska, w których wyrażono „brak zaufania do parku narodowego”.
Dopiero 28 lipca 2021 roku, podczas 44 sesji Komitetu Światowego Dziedzictwa odbywającej się on-line 16–31 lipca 2021 roku w Fuzhou (Chiny), została dodana grupa składowa (grupa obszarów) o nazwie „Bieszczady”. Położona jest w Bieszczadzkim Parku Narodowym, w jej skład wchodzą cztery fragmenty lasów bukowych obejmujące łącznie 3 471,75 ha (12% jego powierzchni). Są to:
| ID         | Część składowa                          | Powierzchnia | Uwagi                              |
| ---------- | --------------------------------------- | ------------ | ---------------------------------- |
| PL-BIES-01 | Pasmo graniczne i dolina Górnej Solinki | 1 506,05 ha  |                                    |
| PL-BIES-02 | Połonina Wetlińska i Smerek             | 1 178,03 ha  | Doliny potoków Tworylczyk i Hylaty |
| PL-BIES-03 | Dolina potoku Terebowiec                | 201,00 ha    |                                    |
| PL-BIES-04 | Dolina potoku Wołosatka                 | 586,66 ha    |                                    |

Pozostałą część głównego kompleksu Bieszczadzkiego Parku Narodowego zajmuje strefa buforowa tego obiektu o powierzchni 24 330,52 ha. Jest ona podzielona na dwie części – podstrefę ochronną (16 931,05 ha) i aktywnie zarządzaną podstrefę ochrony krajobrazu (7 399,47 ha). Według Ministerstwa Środowiska strefę buforową stanowi granica parku narodowego.
Wszystkie 4 części składowe grupy „Bieszczady” charakteryzują się wysokim stopniem naturalności. Występuje w nich karłowata forma buka przyjmującego taką postać z powodu dużej wysokości bezwzględnej i klimatu. Lasy te wykazują strukturalną i dynamiczną charakterystykę zbliżoną do lasów pierwotnych, w tym wysoką miąższość martwego drewna. Cały Bieszczadzki Park Narodowy obejmuje duże, nieprzerwane naturalne obszary o wysokiej różnorodności leśnych zbiorowisk i gatunków, zwłaszcza grzybów i porostów. Występują w nim też duże drapieżniki – niedźwiedź brunatny, wilk, ryś i żbik oraz gatunki stanowiące ich bazę pokarmową. W obrębie części składowych grupy „Bieszczady” nigdy nie prowadzono gospodarki leśnej, natomiast na zewnątrz ostatni raz ponad 70 lat temu, niezbyt intensywną.

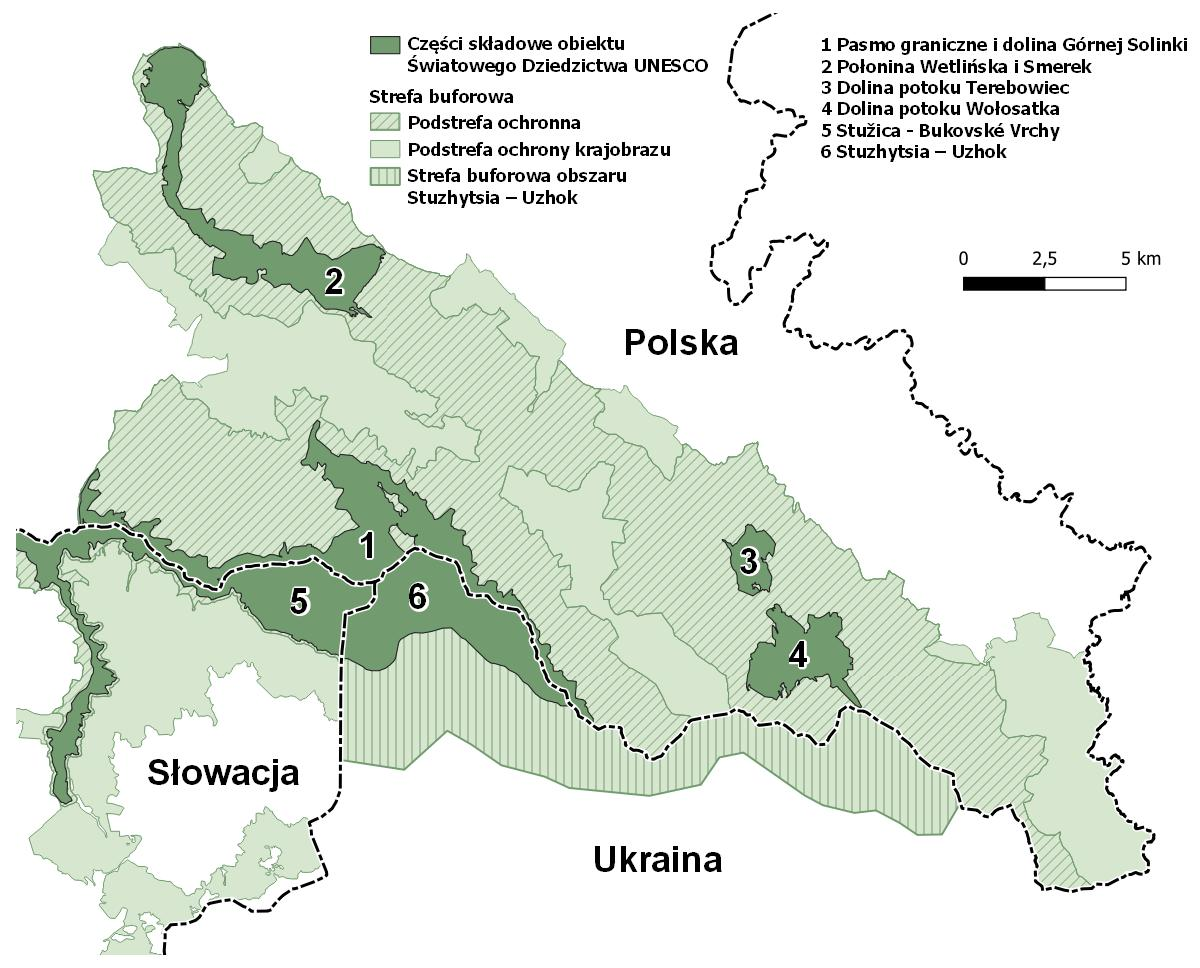
Mapa części obiektu światowego dziedzictwa UNESCO obejmującej Bieszczadzki Park Narodowy oraz przyległe obszary po stronie słowackiej i ukraińskiej.

Grupa „Bieszczady” położona jest w obrębie karpackego regionu lasów bukowych, największego ich skupiska w Europie.
Do części składowej „Pasmo graniczne i dolina Górnej Solinki” przylegają obszary Stużyca – Góry Bukowskie (Stužica – Bukovské Vrchy) po stronie słowackiej i Stuzhytsia – Uzhok po stronie ukraińskiej, również będące częściami składowymi tego obiektu światowego dziedzictwa UNESCO. Pierwszy jest położony w Parku Narodowym „Połoniny”, drugi w Użańskim Parku Narodowym. Parki te oraz Bieszczadzki Park Narodowy znajdują się w obrębie Międzynarodowego Rezerwatu Biosfery „Karpaty Wschodnie”.

## Lista części składowych
„Pradawne i pierwotne lasy bukowe Karpat i innych regionów Europy” jest seryjnym ponadnarodowym obiektem.
Poniżej znajduje się lista części składowych (obszarów) wpisanych do tego obiektu wg stanu na grudzień 2023 r.:

| Państwo                                           | Serial ID No. lub ID         | Część składowa                                                                              | Grupa składowa                                                                              | Powierzchnia [ha] | Powierzchnia otuliny [ha] | Rok        | Współrzędne geograficzne                  |
| ------------------------------------------------- | ---------------------------- | ------------------------------------------------------------------------------------------- | ------------------------------------------------------------------------------------------- | ----------------- | ------------------------- | ---------- | ----------------------------------------- |
| Karpacki region lasów bukowych                    |                              |                                                                                             |                                                                                             |                   |                           |            |                                           |
| Ukraina                                           | 1133quinquies-001 UA_CBR     | Czarnohora (Chornohora)                                                                     | Czarnohora (Chornohora)                                                                     | 2 476,80          | 12 925,00                 | 2007       | 48°08′25″N 24°23′35″E/48,140278 24,393056 |
| Ukraina                                           | 1133quinquies-002 UA_CBR     | Kuzij-Trybuszany (Kuziy-Trybushany)                                                         | Kuzij-Trybuszany (Kuziy-Trybushany)                                                         | 1 369,60          | 3 163,40                  | 2007       | 47°56′21″N 24°08′26″E/47,939167 24,140556 |
| Ukraina                                           | 1133quinquies-003 UA_CBR     | Maramarosz (Maramarosh )                                                                    | Maramarosz (Maramarosh )                                                                    | 2 243,60          | 6 230,40                  | 2007       | 47°56′12″N 24°19′35″E/47,936667 24,326389 |
| Ukraina                                           | 1133quinquies-004 UA_UNNP    | Stużyca-Użok (Stuzhytsia-Uzhok)                                                             | Stużyca-Użok (Stuzhytsia-Uzhok)                                                             | 2 532,00          | 3 615,00                  | 2007       | 49°04′58″N 22°35′45″E/49,082778 22,595833 |
| Ukraina                                           | 1133quinquies-005 UA_CBR     | Świdowiec (Svydovets)                                                                       | Świdowiec (Svydovets)                                                                       | 3 030,50          | 5 639,50                  | 2007       | 48°11′21″N 24°13′37″E/48,189167 24,226944 |
| Ukraina                                           | 1133quinquies-006 UA_CBR     | Uholka-Szyrokyj Luh (Uholka-Shyrokyi Luh)                                                   | Uholka-Szyrokyj Luh (Uholka-Shyrokyi Luh)                                                   | 11 860,00         | 3 301,00                  | 2007       | 48°18′22″N 23°41′46″E/48,306111 23,696111 |
| Ukraina                                           | 1133quinquies-063 UA_GORG    | Gorgany                                                                                     | Gorgany                                                                                     | 753,48            | 4 637,59                  | 2017       | 48°28′19″N 24°17′58″E/48,471944 24,299444 |
| Ukraina                                           | 1133quinquies-066 UA_SYNE    | Darwajka (Darvaika)                                                                         | Synewyr (Synevyr)                                                                           | 1 588,46          | 312,32                    | 2017       | 48°29′14″N 23°44′56″E/48,487222 23,748889 |
| Ukraina                                           | 1133quinquies-067 UA_SYNE    | Kwasowec (Kvasovets)                                                                        | Synewyr (Synevyr)                                                                           | 561,62            | 333,63                    | 2017       | 48°23′06″N 23°42′46″E/48,385000 23,712778 |
| Ukraina                                           | 1133quinquies-068 UA_SYNE    | Strymba                                                                                     | Synewyr (Synevyr)                                                                           | 260,65            | 191,14                    | 2017       | 48°27′11″N 23°47′48″E/48,453056 23,796667 |
| Ukraina                                           | 1133quinquies-069 UA_SYNE    | Wilszany (Vilshany)                                                                         | Synewyr (Synevyr)                                                                           | 454,31            | 253,85                    | 2017       | 48°21′20″N 23°39′36″E/48,355556 23,660000 |
| Ukraina                                           | 1133quinquies-070 UA_ZACH    | Irszawka (Irshavka)                                                                         | Zaczarowany Kraj (Zacharovanyi Krai)                                                        | 93,97             | 1 275,44                  | 2017       | 48°27′09″N 23°05′23″E/48,452500 23,089722 |
| Ukraina                                           | 1133quinquies-071 UA_ZACH    | Wełykyi Dił (Velykyi Dil)                                                                   | Zaczarowany Kraj (Zacharovanyi Krai)                                                        | 1 164,16          | 1 275,44                  | 2017       | 48°25′21″N 23°09′42″E/48,422500 23,161667 |
| Słowacja                                          | 1133quinquies-089 SK-POLO-01 | Puszcza Haweszowa (Havešová)                                                                | Połoniny (Poloniny)                                                                         | 167,88            | 6 474,84                  | 2007 2021* | 49°00′35″N 22°20′14″E/49,009722 22,337222 |
| Słowacja                                          | 1133quinquies-090 SK-POLO-02 | Rożok (Rožok)                                                                               | Połoniny (Poloniny)                                                                         | 74,37             | 1 138,89                  | 2007 2021* | 48°58′40″N 22°27′52″E/48,977778 22,464444 |
| Słowacja                                          | 1133quinquies-091 SK-POLO-03 | Stużyca – Góry Bukowskie (Stužica – Bukovské Vrchy)                                         | Połoniny (Poloniny)                                                                         | 1 742,47          | 5 694,84                  | 2007 2021* | 49°05′03″N 22°29′42″E/49,084167 22,495000 |
| Słowacja                                          | 1133quinquies-092 SK-POLO-04 | Udava                                                                                       | Połoniny (Poloniny)                                                                         | 455,82            | 814,69                    | 2007 2021* | 49°10′31″N 22°13′39″E/49,175278 22,227500 |
| Słowacja                                          | 1133quinquies-093 SK-VIHO-02 | Wyhorlat (Vihorlat)                                                                         | Wyhorlat (Vihorlat)                                                                         | 1 553,06          | 854,08                    | 2007 2021* | 48°54′56″N 22°11′13″E/48,915556 22,186944 |
| Rumunia                                           | 1133quinquies-043 RO_NERE    | Cheile Nerei-Beușnița                                                                       | Cheile Nerei-Beușnița                                                                       | 4 292,27          | 5 959,87                  | 2017       | 44°54′19″N 21°48′40″E/44,905278 21,811111 |
| Rumunia                                           | 1133quinquies-044 RO_SINC    | Wiekowy las Șinca (Codrul secular Șinca)                                                    | Wiekowy las Șinca (Codrul secular Șinca)                                                    | 338,24            | 445,76                    | 2017       | 45°40′00″N 25°10′14″E/45,666667 25,170556 |
| Rumunia                                           | 1133quinquies-045 RO_SLAT    | Wiekowy las Slătioara (Codrul secular Slătioara)                                            | Wiekowy las Slătioara (Codrul secular Slătioara)                                            | 609,12            | 429,43                    | 2017       | 47°26′36″N 25°37′39″E/47,443333 25,627500 |
| Rumunia                                           | 1133quinquies-046 RO_COZI    | Masyw Cozia (Masivul Cozia)                                                                 | Cozia                                                                                       | 2 285,86          | 2 408,83                  | 2017       | 45°19′54″N 24°19′32″E/45,331667 24,325556 |
| Rumunia                                           | 1133quinquies-047 RO_COZI    | Lotrisor                                                                                    | Cozia                                                                                       | 1 103,30          | 2 408,83                  | 2017       | 45°17′43″N 24°15′33″E/45,295278 24,259167 |
| Rumunia                                           | 1133quinquies-048 RO_DOMO    | Domogled–Coronini–Bedina                                                                    | Domogled – Dolina Cernei (Domogled – Valea Cernei)                                          | 5 110,63          | 51 461,28                 | 2017       | 44°56′31″N 22°28′07″E/44,941944 22,468611 |
| Rumunia                                           | 1133quinquies-049 RO_DOMO    | Iauna Craiovei                                                                              | Domogled – Dolina Cernei (Domogled – Valea Cernei)                                          | 3 517,36          | 51 461,28                 | 2017       | 45°06′31″N 22°34′41″E/45,108611 22,578056 |
| Rumunia                                           | 1133quinquies-050 RO_DOMO    | Ciucevele Cernei                                                                            | Domogled – Dolina Cernei (Domogled – Valea Cernei)                                          | 1 104,27          | 51 461,28                 | 2017       | 45°14′40″N 22°49′23″E/45,244444 22,823056 |
| Rumunia                                           | 1133quinquies-051 RO_TIBL    | Izvorul Șurii                                                                               | Groșii Țibleșului                                                                           | 210,55            | 563,57                    | 2017       | 47°32′59″N 24°11′09″E/47,549722 24,185833 |
| Rumunia                                           | 1133quinquies-052 RO_TIBL    | Preluci                                                                                     | Groșii Țibleșului                                                                           | 135,82            | 563,57                    | 2017       | 47°32′05″N 24°13′13″E/47,534722 24,220278 |
| Rumunia                                           | 1133quinquies-053 RO_IZVO    | Izvoarele Nerei                                                                             | Izvoarele Nerei                                                                             | 4 677,21          | 2 494,83                  | 2017       | 45°07′21″N 22°03′59″E/45,122500 22,066389 |
| Rumunia                                           | 1133ter-046 RO_STRA          | Strâmbu Băiuț                                                                               | Strâmbu Băiuț                                                                               | 598,14            | 713,09                    | 2017       | 47°37′33″N 24°04′23″E/47,625833 24,073056 |
| Polska                                            | 1133quinquies-085 PL-BIES-01 | Pasmo graniczne i dolina Górnej Solinki                                                     | Bieszczady                                                                                  | 1 506,05          | 24 330,52                 | 2021       | 49°05′58″N 22°33′24″E/49,099444 22,556667 |
| Polska                                            | 1133quinquies-086 PL-BIES-02 | Połonina Wetlińska i Smerek                                                                 | Bieszczady                                                                                  | 1 178,03          | 24 330,52                 | 2021       | 49°10′51″N 22°30′12″E/49,180833 22,503333 |
| Polska                                            | 1133quinquies-087 PL-BIES-03 | Dolina potoku Terebowiec                                                                    | Bieszczady                                                                                  | 201,00            | 24 330,52                 | 2021       | 49°05′37″N 22°43′29″E/49,093611 22,724722 |
| Polska                                            | 1133quinquies-088 PL-BIES-04 | Dolina potoku Wołosatka                                                                     | Bieszczady                                                                                  | 586,66            | 24 330,52                 | 2021       | 49°04′01″N 22°44′41″E/49,066944 22,744722 |
| Polońsko-podolsko-mołdawski region lasów bukowych |                              |                                                                                             |                                                                                             |                   |                           |            |                                           |
| Ukraina                                           | 1133quinquies-064 UA_ROZT    | Roztoczczia (Roztochchya)                                                                   | Roztoczczia (Roztochchya)                                                                   | 384,81            | 598,21                    | 2017       | 49°57′44″N 23°38′58″E/49,962222 23,649444 |
| Ukraina                                           | 1133quinquies-065 UA_SATA    | Sataniwska Dacza (Satanivska Dacha)                                                         | Sataniwska Dacza (Satanivska Dacha)                                                         | 212,01            | 559,37                    | 2017       | 49°10′26″N 26°14′56″E/49,173889 26,248889 |
| Bałtycki region lasów bukowych                    |                              |                                                                                             |                                                                                             |                   |                           |            |                                           |
| Niemcy                                            | 1133quinquies-007 DE_JASM    | Jasmund                                                                                     | Jasmund                                                                                     | 492,50            | 2 510,50                  | 2011       | 54°32′53″N 13°38′43″E/54,548056 13,645278 |
| Niemcy                                            | 1133quinquies-008 DE_SERR    | Serrahn                                                                                     | Serrahn                                                                                     | 268,10            | 2 568,00                  | 2011       | 53°20′24″N 13°11′52″E/53,340000 13,197778 |
| Niemcy                                            | 1133quinquies-009 DE_GRUM    | Grumsin                                                                                     | Grumsin                                                                                     | 590,10            | 274,30                    | 2011       | 52°59′11″N 13°53′44″E/52,986389 13,895556 |
| Subatlantycko-hercyński region lasów bukowych     |                              |                                                                                             |                                                                                             |                   |                           |            |                                           |
| Niemcy                                            | 1133quinquies-010 DE_HAIN    | Hainich                                                                                     | Hainich                                                                                     | 1 573,40          | 4 085,40                  | 2011       | 51°04′43″N 10°26′08″E/51,078611 10,435556 |
| Niemcy                                            | 1133quinquies-011 DE_KELL    | Kellerwald                                                                                  | Kellerwald                                                                                  | 1 467,10          | 4 271,40                  | 2011       | 51°08′43″N 8°58′25″E/51,145278 8,973611   |
| Czechy                                            | 1133quinquies-075 CZ-JIZE-01 | Góry Izerskie                                                                               | Góry Izerskie                                                                               | 444,81            | 2 279,40                  | 2021       | 50°51′30″N 15°09′20″E/50,858333 15,155556 |
| Francja                                           | 1133quinquies-077 FR-GRAN-01 | Grand Ventron                                                                               | Grand Ventron                                                                               | 319,00            | 1 328,00                  | 2021       | 47°58′20″N 6°56′23″E/47,972222 6,939722   |
| Szwajcaria                                        | 1133quinquies-073 CH-BETT-01 | Las Bettlachstock (Forêt de la Bettlachstock)                                               | Las Bettlachstock (Forêt de la Bettlachstock)                                               | 195,43            | 1 094,16                  | 2021       | 47°13′22″N 7°24′43″E/47,222778 7,411944   |
| Alpejski region lasów bukowych                    |                              |                                                                                             |                                                                                             |                   |                           |            |                                           |
| Austria                                           | 1133quinquies-014 AT_DUER    | Dürrenstein-Lassingtal                                                                      | Dürrenstein-Lassingtal                                                                      | 3 685,27          | 3 089,78                  | 2017 2023* | 47°46′12″N 15°02′51″E/47,770000 15,047500 |
| Austria                                           | 1133quinquies-015 AT_KALK    | Hintergebirge                                                                               | Alpy Wapienne (Kalkalpen)                                                                   | 2 946,20          | 14 197,24                 | 2017       | 47°44′58″N 14°28′56″E/47,749444 14,482222 |
| Austria                                           | 1133quinquies-016 AT_KALK    | Bodinggraben                                                                                | Alpy Wapienne (Kalkalpen)                                                                   | 890,89            | 14 197,24                 | 2017       | 47°47′14″N 14°21′12″E/47,787222 14,353333 |
| Austria                                           | 1133quinquies-017 AT_KALK    | Urlach                                                                                      | Alpy Wapienne (Kalkalpen)                                                                   | 264,82            | 14 197,24                 | 2017       | 47°48′15″N 14°14′22″E/47,804167 14,239444 |
| Austria                                           | 1133quinquies-018 AT_KALK    | Wilder Graben                                                                               | Alpy Wapienne (Kalkalpen)                                                                   | 1 149,75          | 14 197,24                 | 2017       | 47°50′00″N 14°26′01″E/47,833333 14,433611 |
| Szwajcaria                                        | 1133quinquies-074 CH-LODA-01 | Rezerwaty leśne dolin Lodano, Busai i Soladino                                              | Rezerwaty leśne dolin Lodano, Busai i Soladino                                              | 806,78            | 2 330,74                  | 2021       | 46°15′49″N 8°39′11″E/46,263611 8,653056   |
| Francja                                           | 1133quinquies-076 FR-CHAP-01 | Chapitre                                                                                    | Chapitre                                                                                    | 371,30            | 41,65                     | 2021       | 44°38′04″N 5°59′55″E/44,634444 5,998611   |
| Atlantycki region lasów bukowych                  |                              |                                                                                             |                                                                                             |                   |                           |            |                                           |
| Belgia                                            | 1133quinquies-019 BE_SONI    | Rezerwat leśny „Joseph Zwaenepoel”                                                          | Forêt de Soignes                                                                            | 187,34            | 4 650,86                  | 2017       | 50°45′23″N 4°25′00″E/50,756389 4,416667   |
| Belgia                                            | 1133quinquies-020 BE_SONI    | Grippensdelle A                                                                             | Forêt de Soignes                                                                            | 24,11             | 4 650,86                  | 2017       | 50°46′54″N 4°25′36″E/50,781667 4,426667   |
| Belgia                                            | 1133quinquies-021 BE_SONI    | Grippensdelle B                                                                             | Forêt de Soignes                                                                            | 37,38             | 4 650,86                  | 2017       | 50°47′01″N 4°25′57″E/50,783611 4,432500   |
| Belgia                                            | 1133quinquies-022 BE_SONI    | Rezerwat leśny Ticton A (Réserve forestière du Ticton A)                                    | Forêt de Soignes                                                                            | 13,98             | 4 650,86                  | 2017       | 50°44′03″N 4°26′13″E/50,734167 4,436944   |
| Belgia                                            | 1133quinquies-023 BE_SONI    | Rezerwat leśny Ticton B (Réserve forestière du Ticton B)                                    | Forêt de Soignes                                                                            | 6,50              | 4 650,86                  | 2017       | 50°43′37″N 4°25′51″E/50,726944 4,430833   |
| mezyjsko-Bałkański region lasów bukowych          |                              |                                                                                             |                                                                                             |                   |                           |            |                                           |
| Albania                                           | 1133quinquies-012 AL_LUMI    | Lumi i gashit                                                                               | Lumi i gashit                                                                               | 1 261,52          | 8 977,48                  | 2017       | 42°28′53″N 20°03′26″E/42,481389 20,057222 |
| Albania                                           | 1133quinquies-013 AL_RRAJ    | Rrajca                                                                                      | Rrajca                                                                                      | 2 129,45          | 2 569,75                  | 2017       | 41°12′11″N 20°30′02″E/41,203056 20,500556 |
| Macedonia Północna                                | 1133quinquies-084 MN-DLAB-01 | Rzeka Dlaboka (Dlaboka Reka)                                                                | Rzeka Dlaboka (Dlaboka Reka)                                                                | 193,27            | 234,70                    | 2021       | 41°45′47″N 20°35′16″E/41,763056 20,587778 |
| Bułgaria                                          | 1133quinquies-024 BG_BALK    | Rezerwat Boatin                                                                             | Bałkany Środkowe                                                                            | 1 226,88          | 851,22                    | 2017       | 42°48′10″N 24°16′09″E/42,802778 24,269167 |
| Bułgaria                                          | 1133quinquies-025 BG_BALK    | Rezerwat Cariczina (Tsarichina)                                                             | Bałkany Środkowe                                                                            | 1 485,81          | 1 945,99                  | 2017       | 42°46′32″N 24°24′18″E/42,775556 24,405000 |
| Bułgaria                                          | 1133quinquies-026 BG_BALK    | Rezerwat Kozja stena (Kozya stena)                                                          | Bałkany Środkowe                                                                            | 644,43            | 289,82                    | 2017       | 42°47′47″N 24°31′02″E/42,796389 24,517222 |
| Bułgaria                                          | 1133quinquies-027 BG_BALK    | Rezerwat Steneto                                                                            | Bałkany Środkowe                                                                            | 2 466,10          | 1 762,01                  | 2017       | 42°44′43″N 24°42′26″E/42,745278 24,707222 |
| Bułgaria                                          | 1133quinquies-028 BG_BALK    | Rezerwat Stara reka                                                                         | Bałkany Środkowe                                                                            | 591,20            | 1 480,04                  | 2017       | 42°42′11″N 24°49′08″E/42,703056 24,818889 |
| Bułgaria                                          | 1133quinquies-029 BG_BALK    | Rezerwat Dżendema (Dzhendema)                                                               | Bałkany Środkowe                                                                            | 1 774,12          | 2 576,63                  | 2017       | 42°41′44″N 24°58′23″E/42,695556 24,973056 |
| Bułgaria                                          | 1133quinquies-030 BG_BALK    | Rezerwat Seweren Dżendem (Severen Dzhendem)                                                 | Bałkany Środkowe                                                                            | 926,37            | 1 066,47                  | 2017       | 42°44′44″N 24°56′05″E/42,745556 24,934722 |
| Bułgaria                                          | 1133quinquies-031 BG_BALK    | Rezerwat Peeszti skali (Peeshti skali)                                                      | Bałkany Środkowe                                                                            | 1 049,10          | 968,14                    | 2017       | 42°45′54″N 25°04′29″E/42,765000 25,074722 |
| Bułgaria                                          | 1133quinquies-032 BG_BALK    | Rezerwat Sokołna (Sokolna)                                                                  | Bałkany Środkowe                                                                            | 824,90            | 780,55                    | 2017       | 42°41′52″N 25°08′18″E/42,697778 25,138333 |
| Iliryjski region lasów bukowych                   |                              |                                                                                             |                                                                                             |                   |                           |            |                                           |
| Chorwacja                                         | 1133quinquies-033 HR_HAJD    | Hajdučki i Rožanski kukovi                                                                  | Hajdučki i Rožanski kukovi                                                                  | 1 289,11          | 9 869,25                  | 2017       | 44°45′59″N 15°00′39″E/44,766389 15,010833 |
| Chorwacja                                         | 1133quinquies-034 HR_PAKL-01 | Park Narodowy Paklenica (poprzednio PNP - Suva draga-Klimenta i PNP - Oglavinovac-Javornik) | Park Narodowy Paklenica (poprzednio PNP - Suva draga-Klimenta i PNP - Oglavinovac-Javornik) | 2 036,81          | 824,86                    | 2017 2023* | 44°20′26″N 15°30′01″E/44,340556 15,500278 |
| Słowenia                                          | 1133quinquies-055 SI_KROK    | Krokar                                                                                      | Krokar                                                                                      | 74,50             | 47,90                     | 2017       | 45°32′31″N 14°46′08″E/45,541944 14,768889 |
| Słowenia                                          | 1133quinquies-056 SI_SNEZ    | Snežnik-Ždrocle                                                                             | Snežnik-Ždrocle                                                                             | 720,24            | 128,80                    | 2017       | 45°35′05″N 14°27′19″E/45,584722 14,455278 |
| Bośnia i Hercegowina                              | 1133quinquies-072 BH-JANJ-01 | Prašuma Janj                                                                                | Prašuma Janj                                                                                | 295,04            | 380,74                    | 2021       | 44°08′48″N 17°16′52″E/44,146667 17,281111 |
| Środkowośródziemnomorski region lasów bukowych    |                              |                                                                                             |                                                                                             |                   |                           |            |                                           |
| Włochy                                            | 1133quinquies-035 IT_ABRU    | Dolina Cervara (Valle Cervara)                                                              | Park Narodowy Abruzji, Lacjum i Molise                                                      | 119,70            | 751,61                    | 2017       | 41°49′56″N 13°43′43″E/41,832222 13,728611 |
| Włochy                                            | 1133quinquies-036 IT_ABRU    | Selva Moricento                                                                             | Park Narodowy Abruzji, Lacjum i Molise                                                      | 192,70            | 751,61                    | 2017       | 41°50′49″N 13°42′20″E/41,846944 13,705556 |
| Włochy                                            | 1133quinquies-037 IT_ABRU    | Coppo del Morto                                                                             | Park Narodowy Abruzji, Lacjum i Molise                                                      | 104,71            | 415,51                    | 2017       | 41°51′37″N 13°50′48″E/41,860278 13,846667 |
| Włochy                                            | 1133quinquies-038 IT_ABRU    | Coppo del Principe                                                                          | Park Narodowy Abruzji, Lacjum i Molise                                                      | 194,49            | 446,62                    | 2017       | 41°47′15″N 13°44′39″E/41,787500 13,744167 |
| Włochy                                            | 1133quinquies-039 IT_ABRU    | Dolina Fondillo (Val Fondillo)                                                              | Park Narodowy Abruzji, Lacjum i Molise                                                      | 325,03            | 700,95                    | 2017       | 41°45′15″N 13°53′09″E/41,754167 13,885833 |
| Włochy                                            | 1133quinquies-081 IT-POLL-01 | Cozzo Ferriero                                                                              | Park Narodowy Pollino                                                                       | 95,75             | 2 851,83                  | 2017 2021* | 39°54′19″N 16°06′04″E/39,905278 16,101111 |
| Włochy                                            | 1133quinquies-082 IT-POLL-02 | Pollinello                                                                                  | Park Narodowy Pollino                                                                       | 477,94            | 2 851,83                  | 2021       | 39°53′43″N 16°11′54″E/39,895278 16,198333 |
| Włochy                                            | 1133quinquies-083 IT-VALL-01 | Dolina Infernale (Valle Infernale)                                                          | Dolina Infernale (Valle Infernale)                                                          | 320,79            | 2 191,36                  | 2021       | 38°07′55″N 15°57′41″E/38,131944 15,961389 |
| Włochy                                            | 1133quinquies-079 IT-FUMB-01 | Falascone                                                                                   | Las Umbra (Foresta Umbra)                                                                   | 254,30            | 3 486,29                  | 2017 2021* | 41°48′21″N 15°58′41″E/41,805833 15,978056 |
| Włochy                                            | 1133quinquies-080 IT-FUMB-02 | Pavari-Sfilzi                                                                               | Las Umbra (Foresta Umbra)                                                                   | 667,13            | 3 486,29                  | 2021       | 41°50′20″N 16°01′25″E/41,838889 16,023611 |
| Włochy                                            | 1133quinquies-040 IT_CIMI    | Monte Cimino                                                                                | Monte Cimino                                                                                | 57,54             | 87,96                     | 2017       | 42°24′31″N 12°12′11″E/42,408611 12,203056 |
| Włochy                                            | 1133quinquies-041 IT_RASC    | Monte Raschio                                                                               | Monte Raschio                                                                               | 73,73             | 54,75                     | 2017       | 42°10′25″N 12°09′40″E/42,173611 12,161111 |
| Włochy                                            | 1133quinquies-042 IT_SASS    | Sasso Fratino                                                                               | Sasso Fratino                                                                               | 781,43            | 6 936,64                  | 2017       | 43°50′40″N 11°48′11″E/43,844444 11,803056 |
| Pirenejsko-iberyjski region lasów bukowych        |                              |                                                                                             |                                                                                             |                   |                           |            |                                           |
| Hiszpania                                         | 1133quinquies-057 ES_AYLL    | Tejera Negra                                                                                | Lasy bukowe Ayllón (Hayedos de Ayllón)                                                      | 255,52            | 13 880,86                 | 2017       | 41°14′43″N 3°23′19″W/41,245278 -3,388611  |
| Hiszpania                                         | 1133quinquies-058 ES_AYLL    | Montejo                                                                                     | Lasy bukowe Ayllón (Hayedos de Ayllón)                                                      | 71,79             | 13 880,86                 | 2017       | 41°06′44″N 3°29′58″W/41,112222 -3,499444  |
| Hiszpania                                         | 1133quinquies-059 ES_NAVA    | Lizardoia                                                                                   | Lasy bukowe Navarry (Hayedos de Navarra)                                                    | 63,97             | 24 494,52                 | 2017       | 43°00′23″N 1°06′46″W/43,006389 -1,112778  |
| Hiszpania                                         | 1133quinquies-060 ES_NAVA    | Aztaparreta                                                                                 | Lasy bukowe Navarry (Hayedos de Navarra)                                                    | 171,06            | 24 494,52                 | 2017       | 42°54′39″N 0°48′58″W/42,910833 -0,816111  |
| Hiszpania                                         | 1133quinquies-061 ES_PICO    | Cuesta Fría                                                                                 | Lasy bukowe Picos de Europa (Hayedos de Picos de Europa)                                    | 213,65            | 14 253,00                 | 2017       | 43°10′21″N 4°59′16″W/43,172500 -4,987778  |
| Hiszpania                                         | 1133quinquies-062 ES_PICO    | Canal de Asotin                                                                             | Lasy bukowe Picos de Europa (Hayedos de Picos de Europa)                                    | 109,58            | 14 253,00                 | 2017       | 43°10′16″N 4°53′21″W/43,171111 -4,889167  |
| Francja                                           | 1133quinquies-078 FR-MASS-01 | Massane                                                                                     | Massane                                                                                     | 239,50            | 1 432,30                  | 2021       | 42°28′58″N 3°01′45″E/42,482778 3,029167   |

* Części składowe wpisane na listę wcześniej, w przypadku których w 2021 lub 2023 roku zmieniono tylko granice.

Kursywą w nawasach podane są oryginalne nazwy z dokumentów UNESCO, o ile różnią się od polskiego tłumaczenia lub transkrypcji.
Na 44 sesję Komitetu Światowego Dziedzictwa odbywającej się on-line 16–31 lipca 2021 roku w Fuzhou (Chiny) nominowano 36 nowych części składowych. Obiekt powiększono o 15 spośród nich, a w przypadku 6-u wpisanych w latach poprzednich zmieniono granice. Zmiana granic części składowej Stużyca – Góry Bukowskie (Stužica – Bukovské vrchy) połączona była z odłączeniem części składowej Udava. Liczba obszarów powiększyła się więc o 16 (15 nowych + Udava).
W 2017 roku było łącznie 78 części składowych z 12 państw, w 2021 roku są już 94 obszary z 18 państw: Albanii, Austrii, Belgii, Bośni i Hercegowiny, Bułgarii, Chorwacji, Czech, Francji, Hiszpanii, Macedonii Północnej, Niemiec, Polski, Rumunii, Słowacji, Słowenii, Szwajcarii, Ukrainy i Włoch. Po raz pierwszy pojawiły się Bośnia i Hercegowina, Czechy, Francja, Macedonia Północna, Polska i Szwajcaria. Nie ma z kolei Czarnogóry i Serbii wymienionych na liście nominacji. W 2023 roku dokonano zmian granic niektórych części składowych, w tym połączenia dwóch z nich, na skutek czego ich ogólna liczba spadła do 93.
Część składowa Falascone wcześniej wpisana była jako Las Umbra (Foresta Umbra).
Łączna powierzchnia części składowych obiektu wynosi 99 947,81 ha, otulin 296 275,8 ha (razem 396 223,61 ha). Największa powierzchnia części składowych jest na Ukrainie i w Rumunii – łącznie 53% (41% ze strefami buforowymi).
Obszary części składowych pokrywają się w większym lub mniejszym stopniu z różnymi obszarami chronionymi, takimi jak rezerwaty przyrody, parki narodowe, sieć Natura 2000 i in.

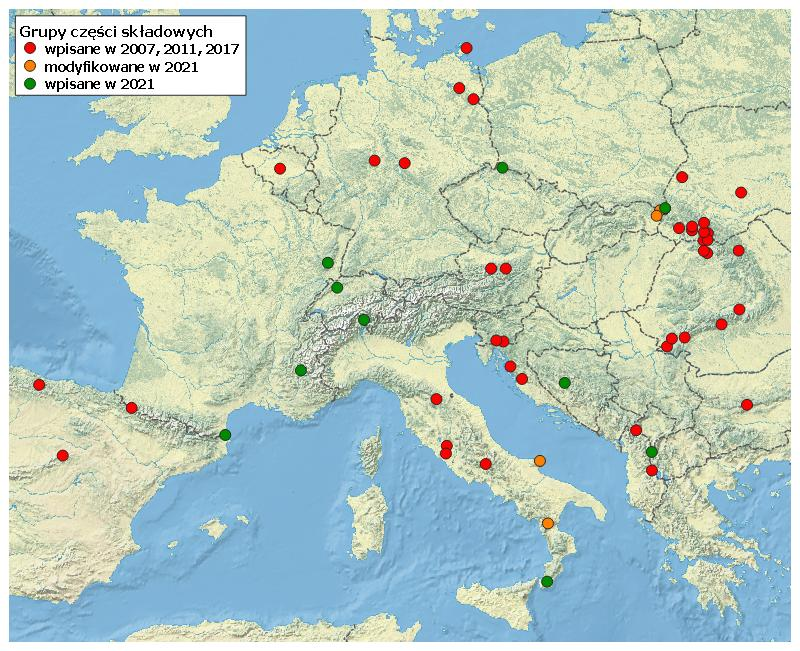
Mapa przedstawiająca rozmieszczenie wpisanych grup składowych obiektu światowego dziedzictwa UNESCO „Pradawne i pierwotne lasy bukowe Karpat i innych regionów Europy”.

## Regiony lasów bukowych
Wyróżnia się 12 regionów lasów bukowych (ang. Beech Forest Region, BFR):
- alpejski
- atlantycki
- bałtycki
- euksyński
- iliryjski
- karpacki
- mezyjsko-bałkański
- pannoński
- pirenejsko-iberyjski
- polońsko-podolsko-mołdawski
- subatlantycko-hercyński
- środkowośródziemnomorski

Części składowe omawianego obiektu reprezentują 10 spośród nich (dwa niereprezentowane obecnie obszary to region pannoński i euksyński). Najwięcej lasów bukowych występuje w regionie karpackim. Z tego powodu nazywany jest on często ojczyzną buka. Z kolei plejstoceńskie refugia w regionie iliryjskim były najważniejszymi ostojami dla ekspansji postglacjalnej tego gatunku.

## Galeria

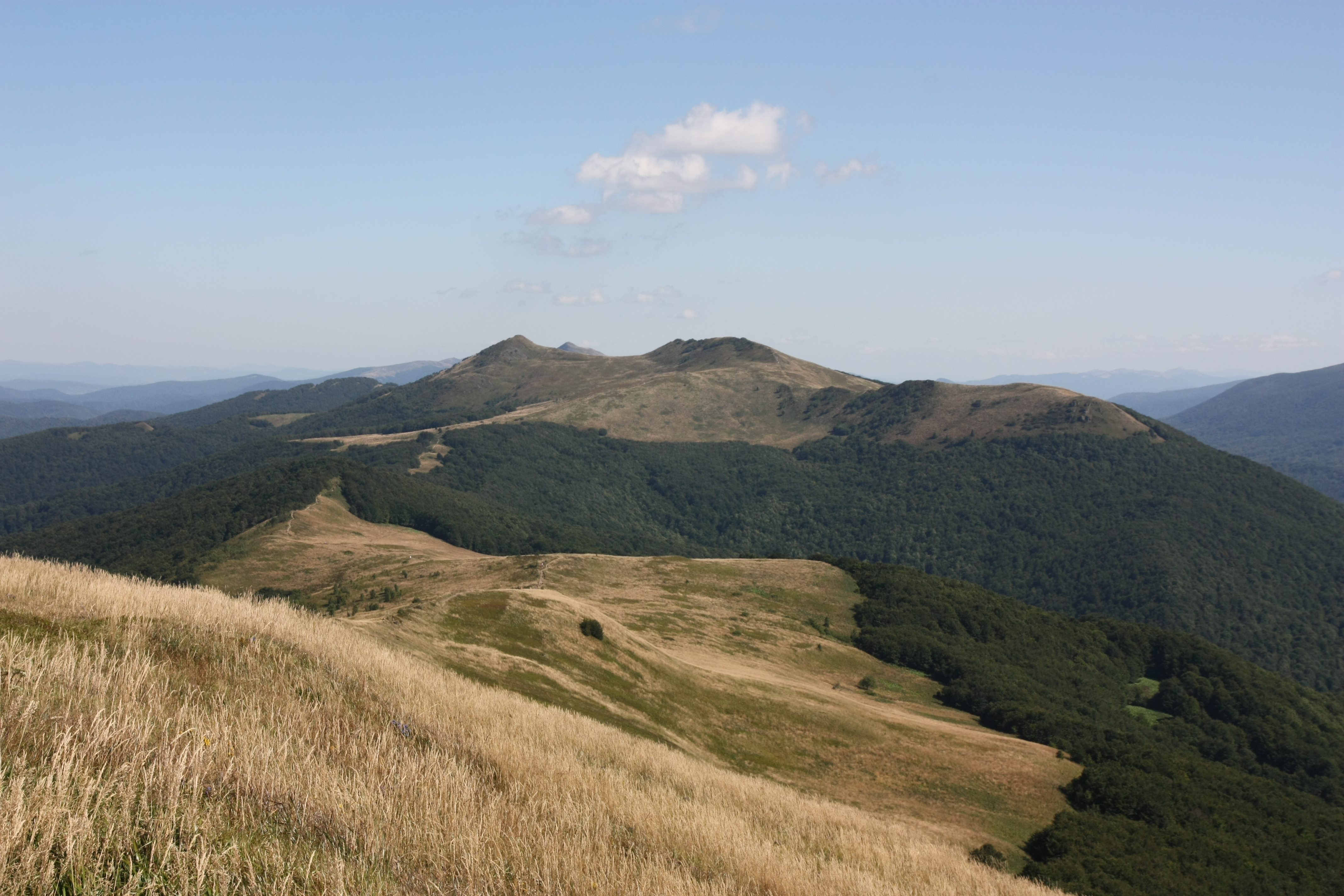
Połonina Wetlińska widziana ze Smereka (Polska)
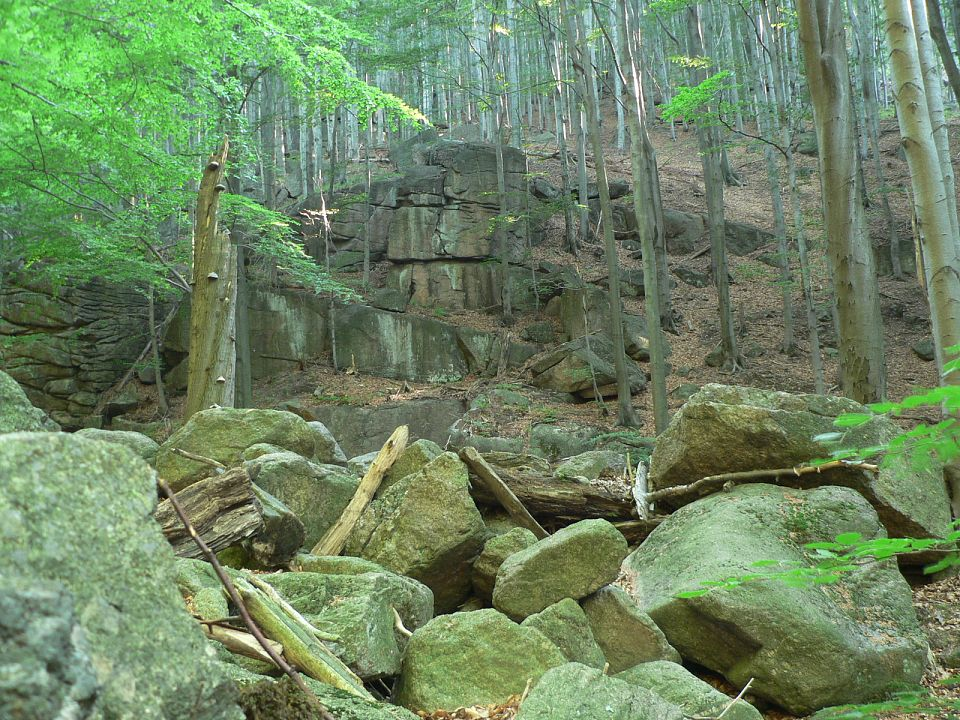
Buczyny izerskogórskie (Czechy)
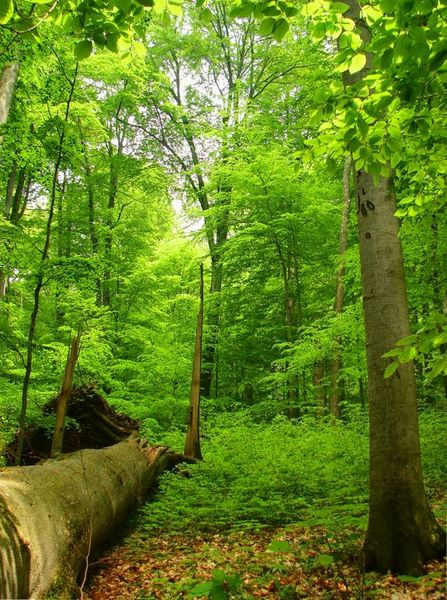
Puszcza Haweszowa (Słowacja)
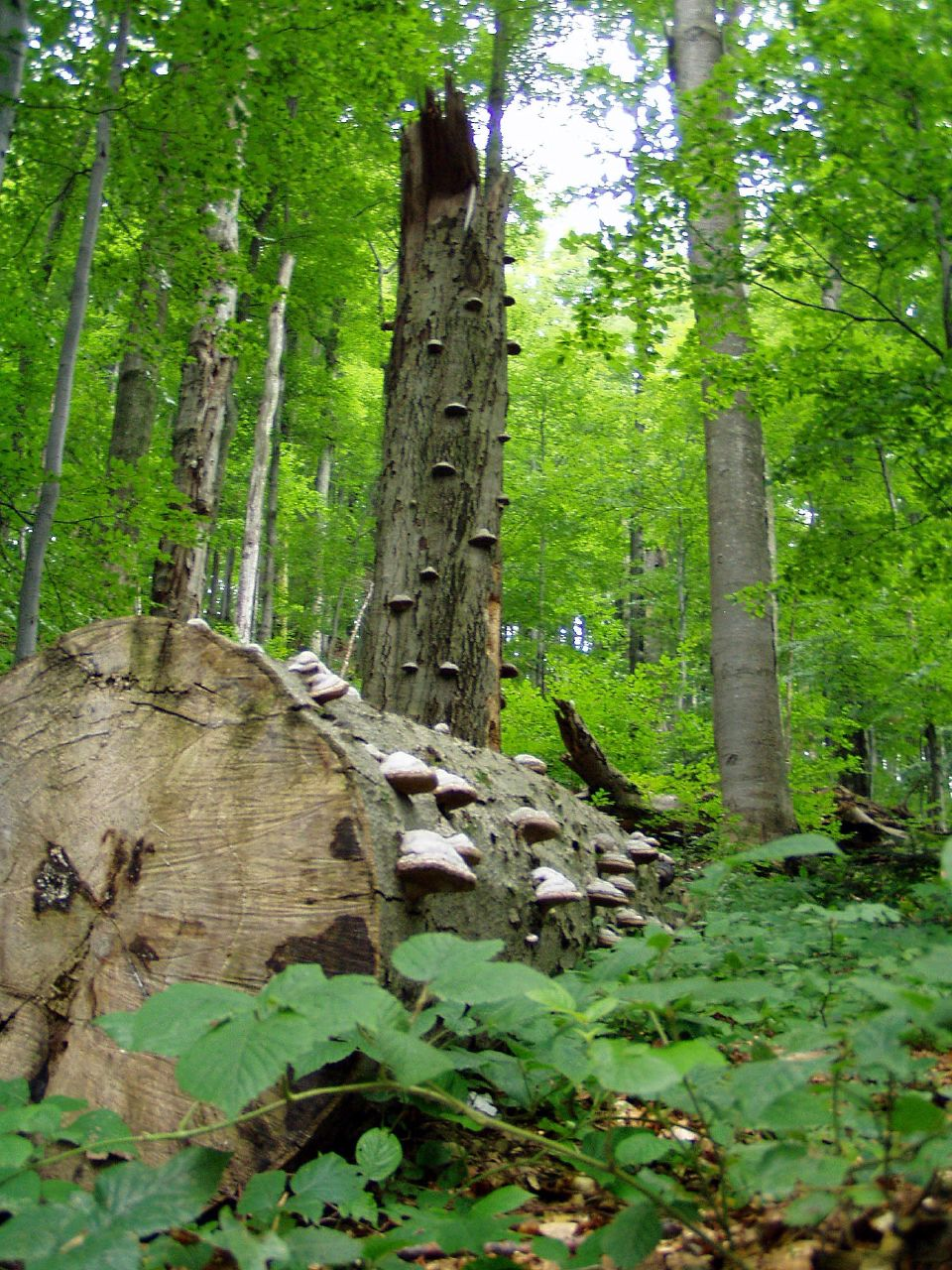
Stużyca (Słowacja)
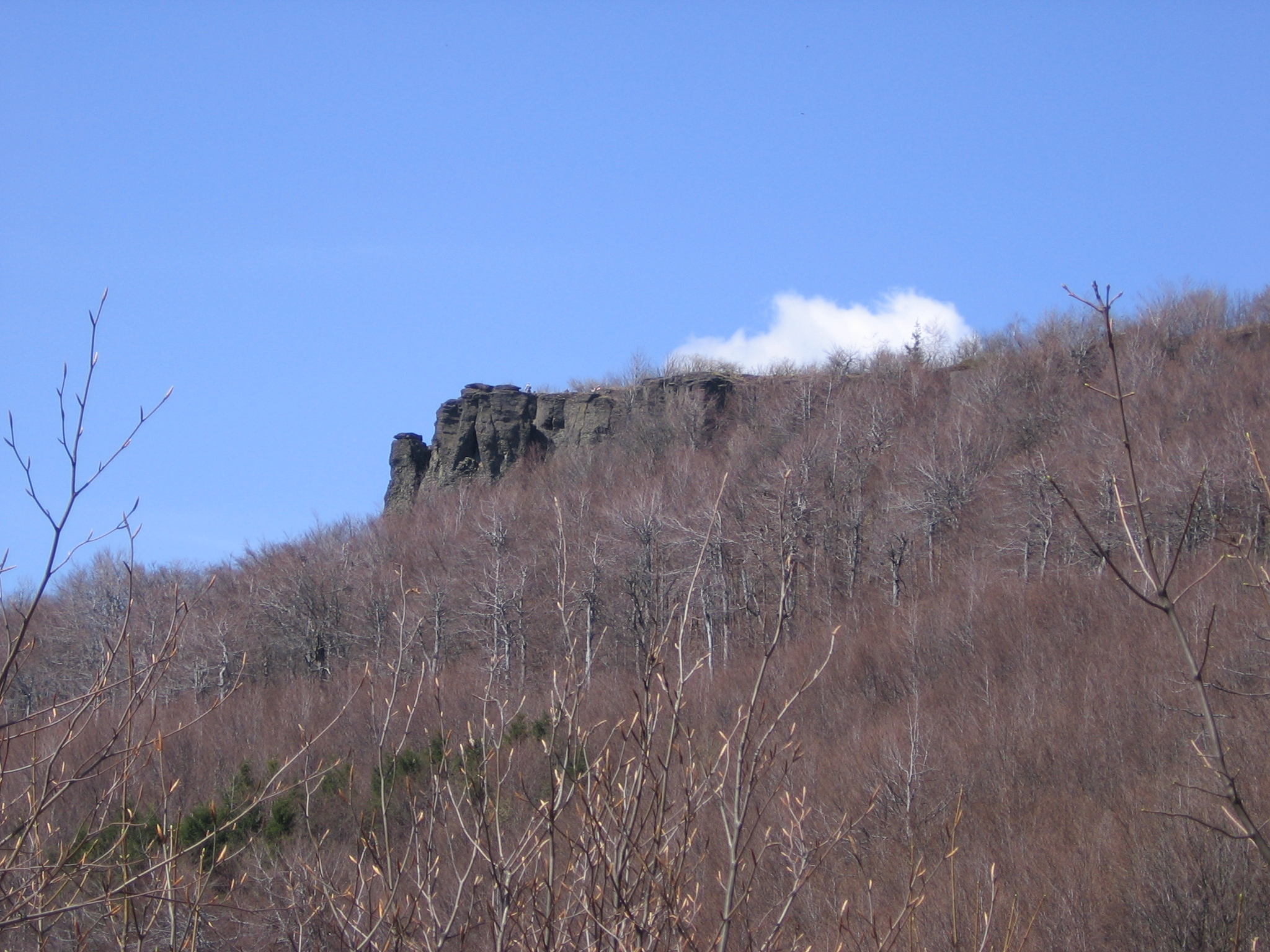
Obszarze Chronionego Krajobrazu Wyhorlat (Słowacja)
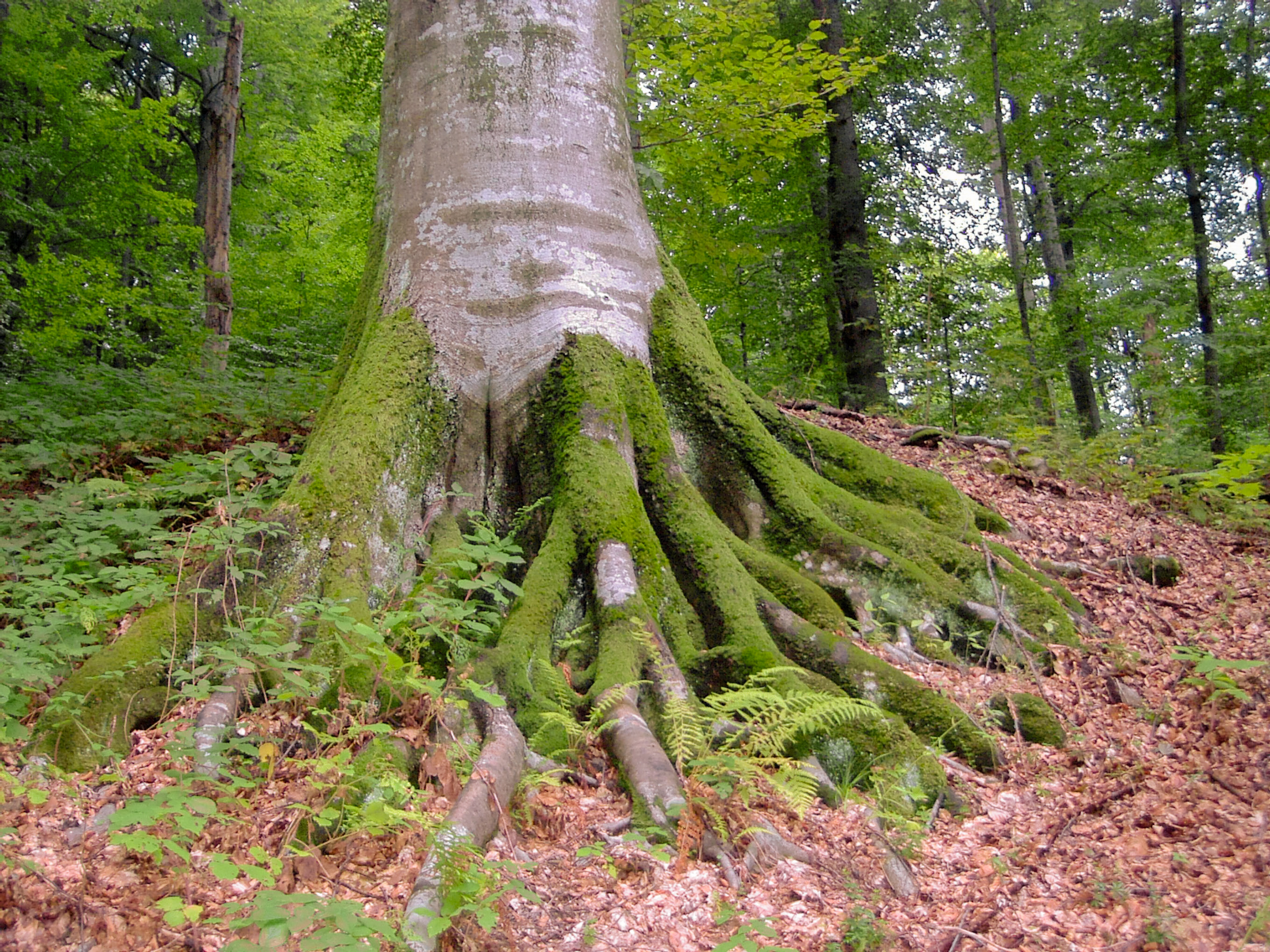
Uholka-Szyrokyj Luh (Ukraina)
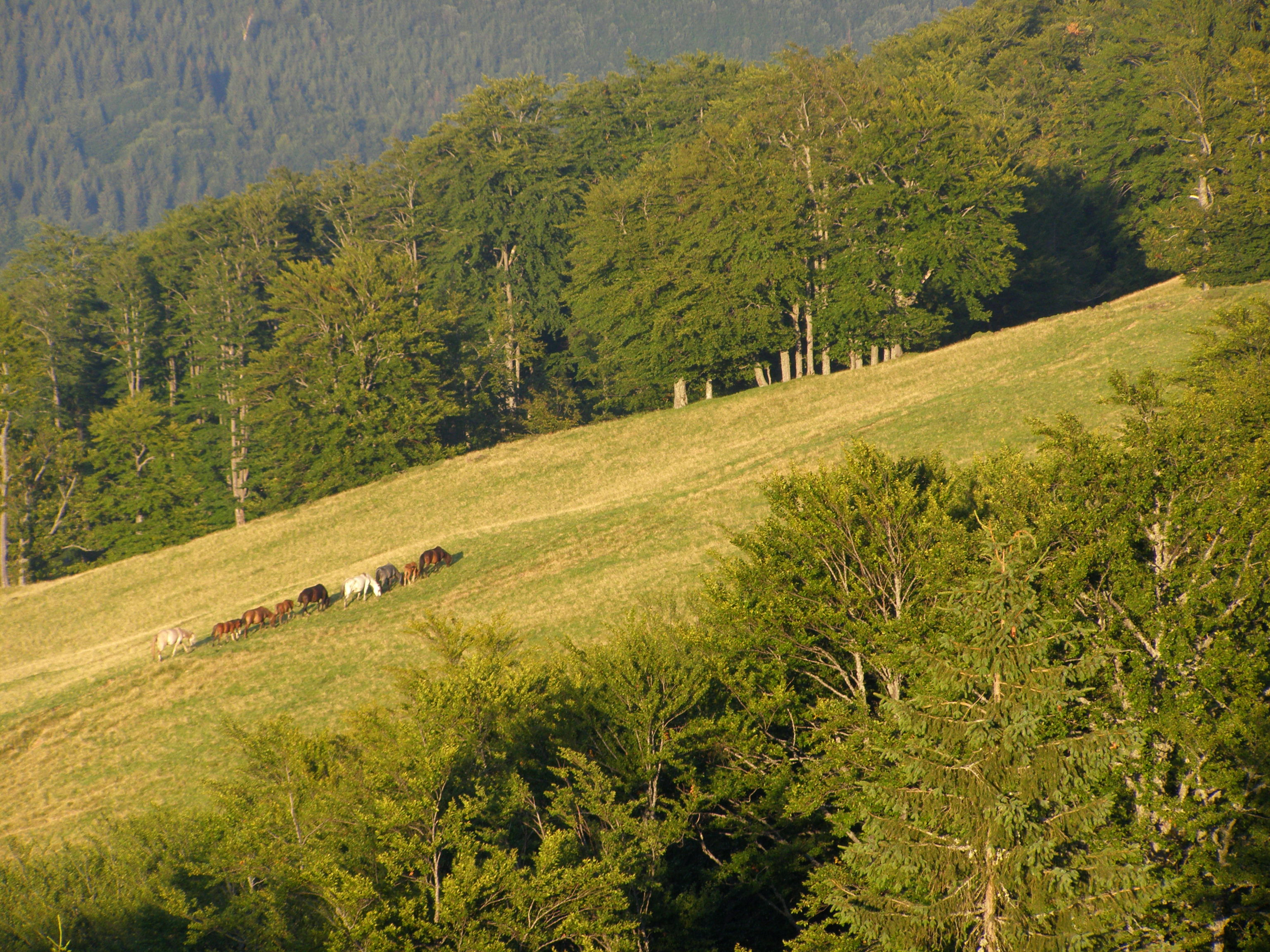
Świdowiec (Ukraina)
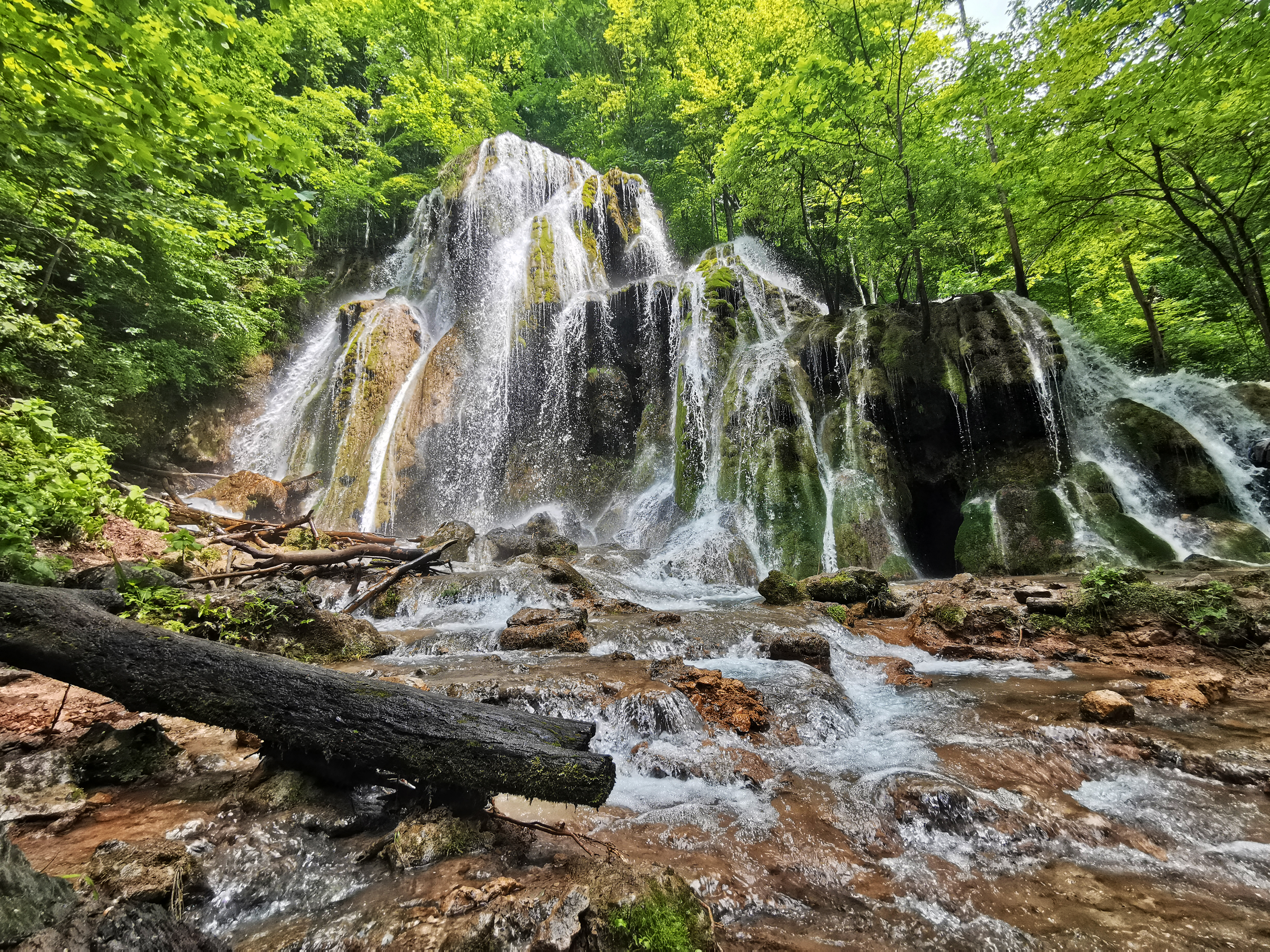
Park Narodowy Cheile Nerei-Beușniţa (Rumunia)
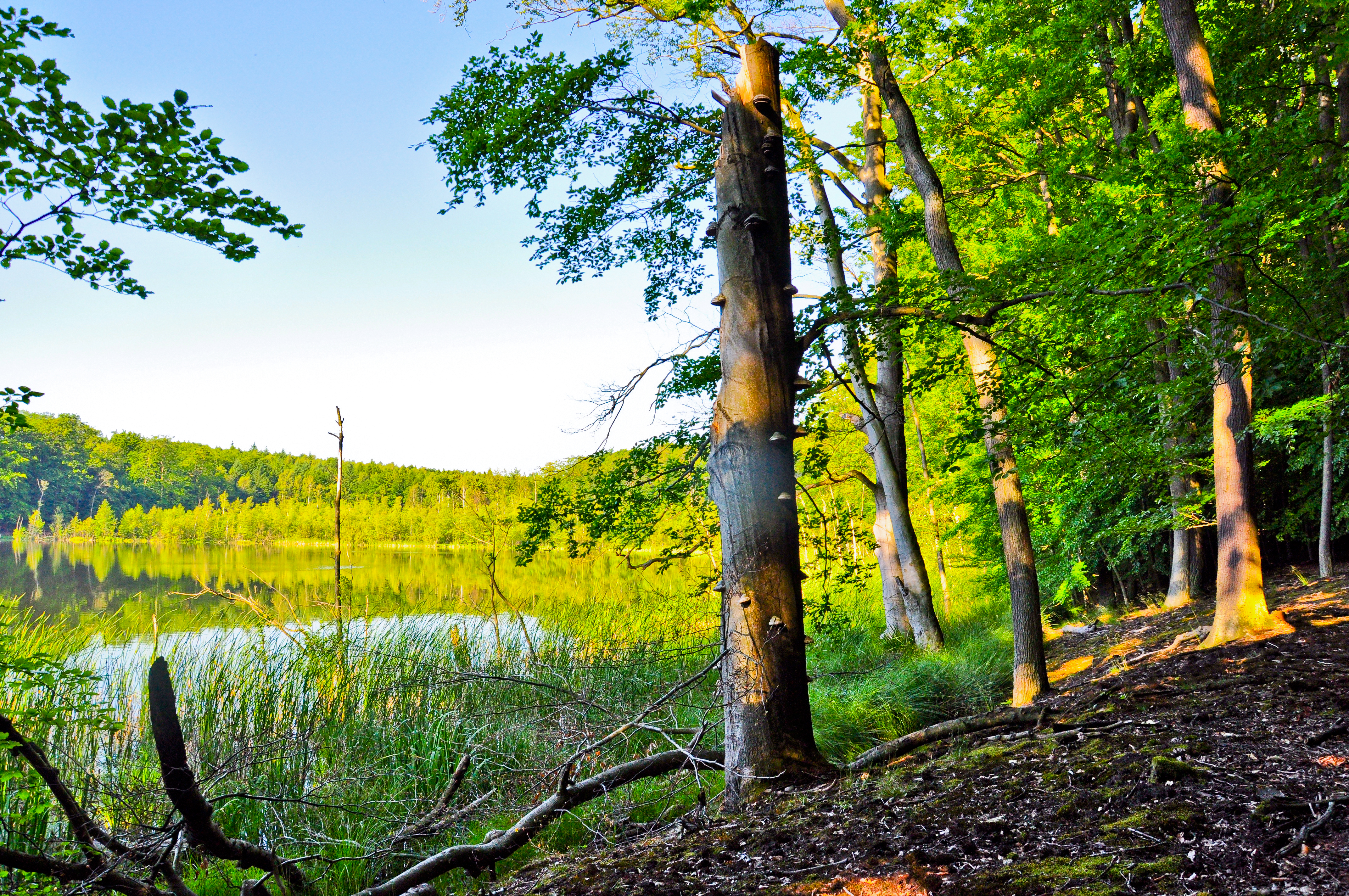
Las Grumsin (Niemcy)
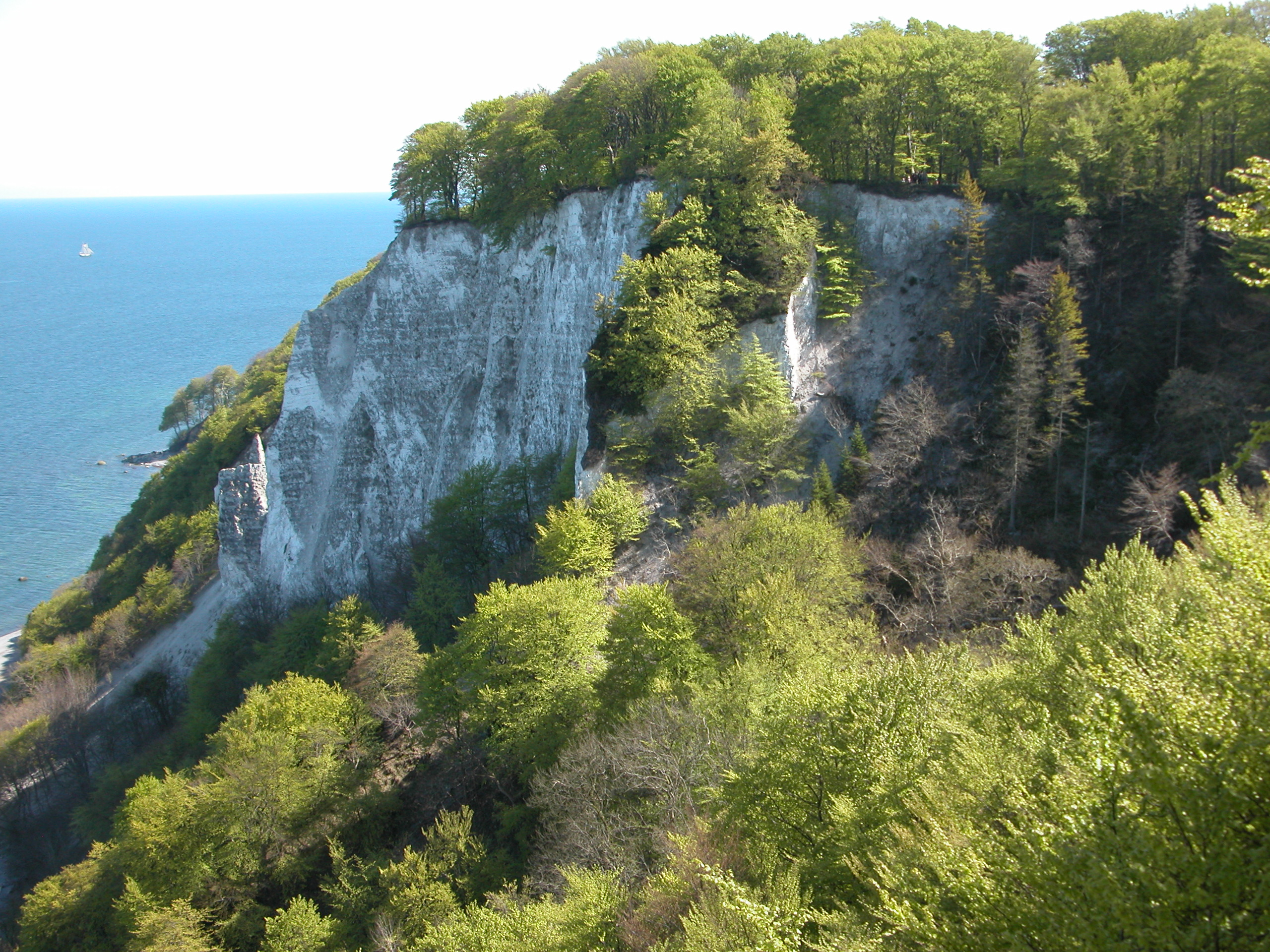
Jasmundzki Park Narodowy (Niemcy)
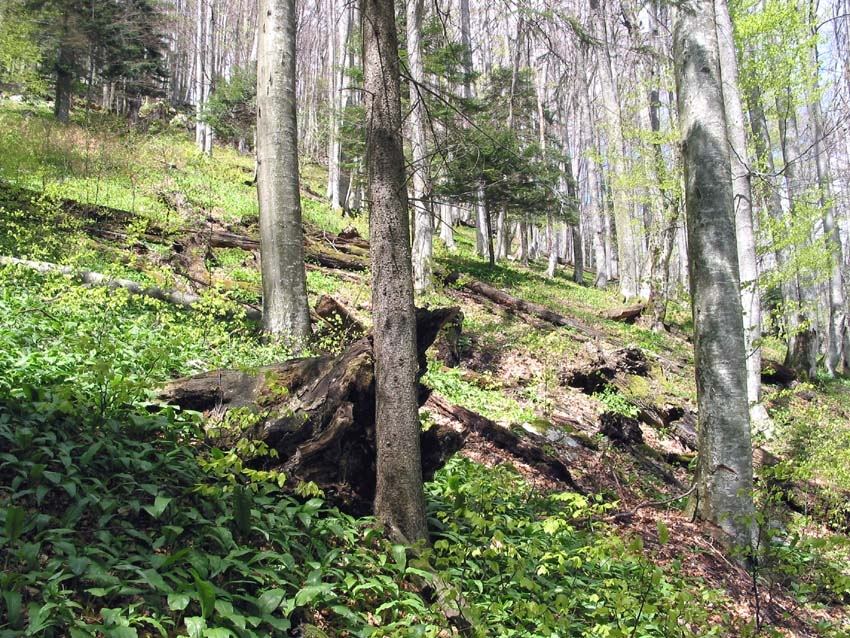
Puszcza Krokar (Słowenia)
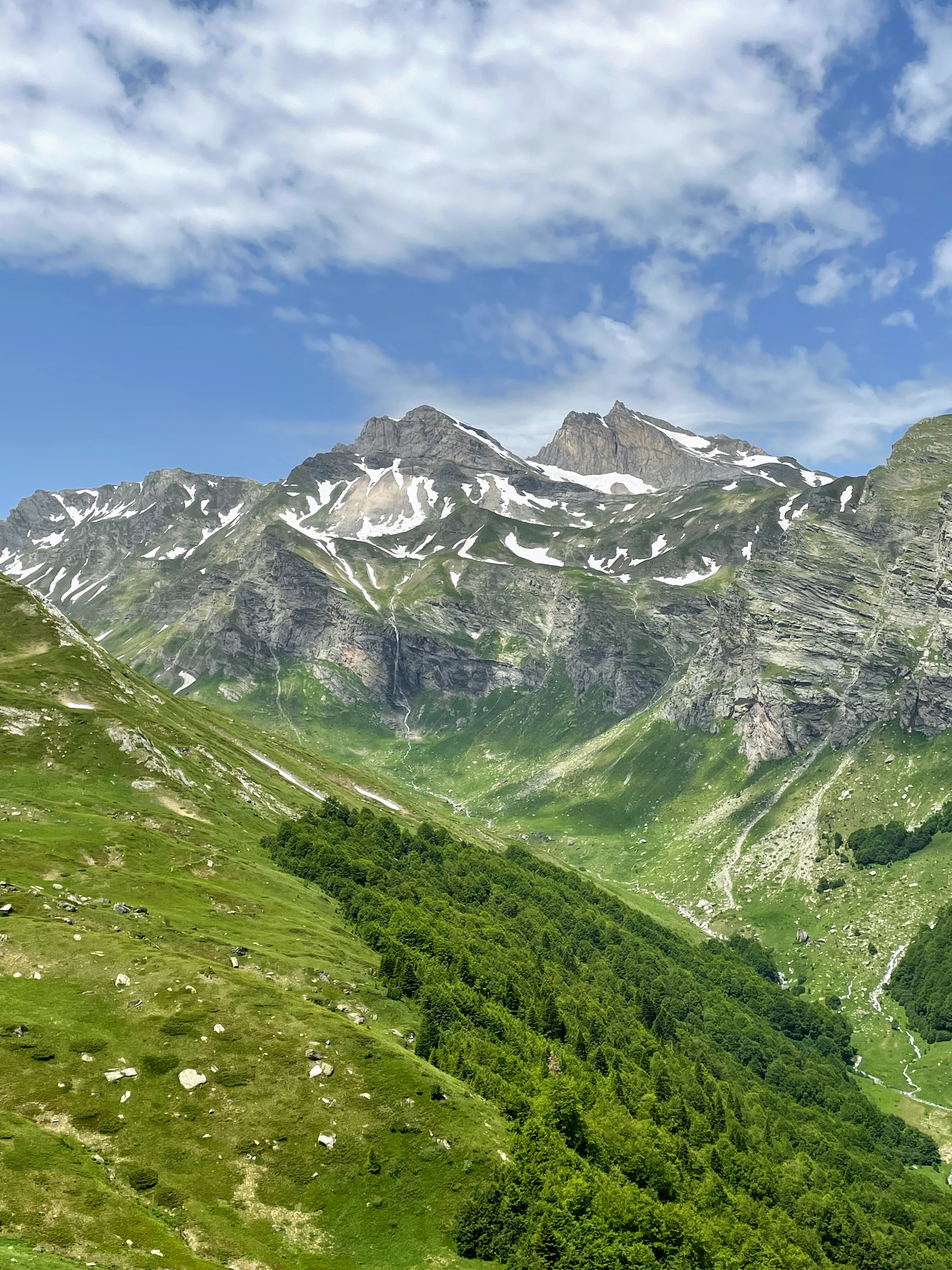
Rzeka Dlaboka (Macedonia Północna)